# Обратная связь (кибернетика)
Обра́тная связь в киберне́тике — наличие канала связи, по которому информация о текущем состоянии объекта управления (ОУ) поступает в управляющее устройство (УУ). В соответствии с терминологией теории автоматического управления (ТАУ) принцип обратной связи в кибернетике также называется управлением по отклонению.

## Понятие обратной связи
Принцип обратной связи для автоматического управления (а кибернетика предусматривает именно автоматическое управление) был впервые применён  в зюйд-вестовом приводе Андре Майкла в 1750 г. Другими примерами применения этого принципа можно назвать регулятор питания котла паровой машины Ползунова (1765)  и регулятор скорости паровой машины Джеймса Уатта (1784).
Понятие обратной связи в кибернетике было введено Норбертом Винером в 1948 году в работе "Кибернетика, или управление и связь в животном и в машине". В данной работе обратная связь трактовалась как использование информации, поступающей из внешней среды для изменения поведения машины.

## Применение обратной связи
Обратная связь применяется в решении задач теории автоматического управления. Передаточная функция системы с обратной связью определяется следующим образом:
Пусть {\displaystyle W} — передаточная функция системы, {\displaystyle W_{1}} — передаточная функция прямой связи управляющего устройства, а {\displaystyle W_{2}} — передаточная функция устройства обратной связи. Тогда:
{\displaystyle W={\frac {W_{1}}{1+W_{1}W_{2}}}}